# Hylarana debussyi
Hylarana debussyi är en groddjursart som först beskrevs av Van Kampen 1910.  Hylarana debussyi ingår i släktet Hylarana och familjen egentliga grodor. IUCN kategoriserar arten globalt som otillräckligt studerad. Inga underarter finns listade i Catalogue of Life.